# Риф Петлі
Риф Петлі (філ. Bahura ng Juan Luna); риф Нуй Тхі (в'єт. Đá Núi Thị); мандарин кит.: 舶兰礁   — риф у північній частині берега Тізард островів Спратлі в Південно-Китайському морі. З 1988 року риф окупований В'єтнамом. На нього також претендують Китай (КНР), Філіппіни та Тайвань.

## Зовнішні посилання
- Відстеження островів Ініціативи морської прозорості